# Londoner Vertrag (1913)

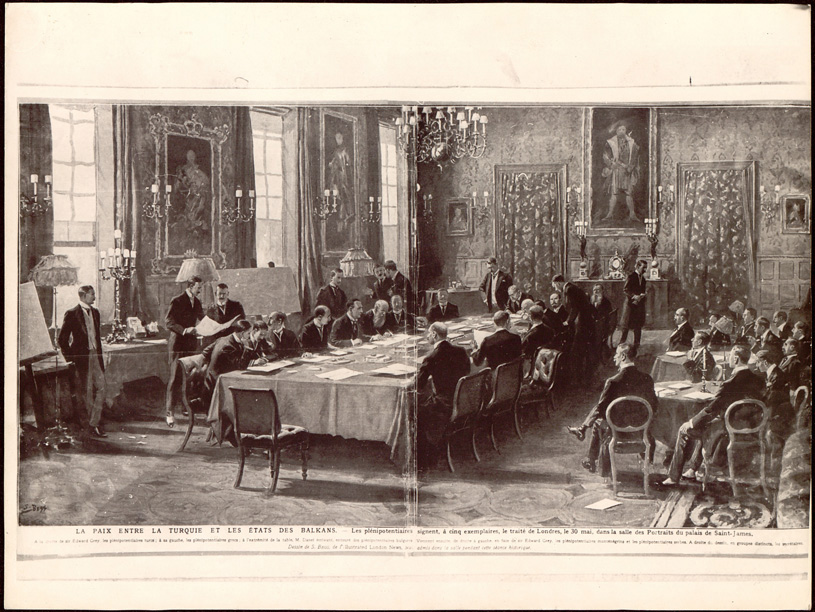
Unterzeichnung des Londoner Vertrags am 30. Mai 1913

Der Londoner Vertrag wurde am 30. Mai 1913 geschlossen und beendete den Ersten Balkankrieg. Vertragsschließende Staaten waren einerseits die im Balkanbund zusammengeschlossenen Staaten – Serbien, Griechenland, Bulgarien und Montenegro – andererseits deren Kriegsgegner, das Osmanische Reich. Vermittelt wurde der Vertrag von den europäischen Mächten Großbritannien, Frankreich, Deutschland, Russland, Österreich-Ungarn und Italien.
In dem im Oktober 1912 ausgebrochenen Krieg hatte der Balkanbund das Osmanische Reich in kurzer Zeit militärisch besiegt und fast das gesamte Territorium der europäischen Türkei besetzen können. Nun musste ausgehandelt werden, wie die Eroberungen aufzuteilen waren. Bereits Ende 1912 war in London eine Botschafterkonferenz der Großmächte zusammengetreten, die über die Neuordnung des Balkans verhandelte. Vor allem Russland, Italien und Österreich-Ungarn verfolgten dabei ganz eigene Interessen.

## Problemstellungen
Die Friedenskonferenz musste in erster Linie drei Probleme lösen:
- die Klärung des Status von Albanien, das im November 1912 seine Unabhängigkeit ausgerufen hatte, die von den Balkanländern jedoch nicht anerkannt worden war. Die albanischen Gebiete waren zum großen Teil von serbischen, montenegrinischen und griechischen Truppen besetzt.
- die Zugehörigkeit des Sandschaks von Novi Pazar, der 1878 bis 1908 von österreichischen Truppen besetzt war, den Serbien aber beanspruchte
- die Aufteilung der anderen eroberten Territorien: Kosovo, Makedonien und Thrakien.

Österreich-Ungarn und Italien unterstützten vehement die albanische Unabhängigkeit. Die Donaumonarchie wollte damit verhindern, dass Serbien einen Zugang zur Adria bekäme; die Italiener hofften, den schwachen neuen Staat auf der anderen Seite der Adria ihrem Willen unterwerfen zu können. Russland unterstützte Serbien und Montenegro. Frankreich schloss sich der russischen Position an. Deutschland und Großbritannien verhielten sich neutral. Die anderen territorialen Fragen wurden vor allem zu Gunsten Serbiens und Griechenlands entschieden.

## Ergebnisse
Die Bestimmungen des Friedensschlusses waren:
- Albanien wird unabhängig, wobei große Teile des albanischen Siedlungsgebiets (vor allem Kosovo und Epirus) an Serbien bzw. Griechenland, kleinere an Montenegro fallen. Die endgültigen albanischen Grenzen werden durch eine Kommission der Großmächte festgelegt. Serbien, Montenegro und Griechenland haben ihre Truppen aus Albanien zurückzuziehen.
- Der Sandschak von Novi Pazar wird zwischen Serbien und Montenegro aufgeteilt.
- Mazedonien wird zwischen Serbien, Griechenland und Bulgarien aufgeteilt. Den kleinsten Teil erhält Bulgarien, Serbien erhält das Binnenland mit Skopje, Ohrid, Prilep und Bitola, Griechenland die Küstenregion mit Thessaloniki.
- Thrakien fällt an Bulgarien.

Insbesondere Bulgarien war unzufrieden mit dem Londoner Vertrag. Wenige Wochen später, am 29. Juni 1913, begann es daher den Zweiten Balkankrieg; dieser endete mit einer Niederlage Bulgariens und dem am 10. August 1913 unterzeichneten Frieden von Bukarest.
Kreta wurde an Griechenland abgetreten, während es den Großmächten überlassen wurde, über das Schicksal der anderen Inseln in der Ägäis zu entscheiden.